# Октябр (Кармаскалинський район)
Октя́бр (рос. Октябрь, башк. Октябрь) — присілок у складі Кармаскалинського району Башкортостану, Росія. Входить до складу Карламанської сільської ради.
Населення — 11 осіб (2010; 6 в 2002).
Національний склад:
- росіяни — 100 %